# 毛利元道
毛利 元道（もうり もとみち、1903年〈明治36年〉6月8日 - 1976年〈昭和51年〉1月22日）は、日本の政治家、陸軍軍人。旧長州藩毛利家第30代当主。最終階級は陸軍砲兵少佐。位階・勲等・爵位は従四位勲三等公爵。

## 生涯
1903年（明治36年）6月8日、第29代当主・毛利元昭の長男として東京に生まれる。1916年（大正5年）3月、学習院初等学科を卒業。その後、陸軍地方幼年学校に進学。1925年（大正14年）7月25日、陸軍士官学校（37期）を卒業し、同年10月26日、陸軍砲兵少尉に任官。陸軍砲工学校、陸軍野戦砲兵学校で学び、1937年（昭和12年）ドイツに留学。陸軍防空学校教官兼同研究部部員などを務め、陸軍砲兵少佐に昇進した。
父・元昭の死去に伴い、1938年（昭和13年）11月15日、公爵を襲爵して貴族院公爵議員に就任し、1946年（昭和21年）2月21日に辞職した。
1947年（昭和22年）12月に昭和天皇の戦後巡幸があった。同月1日に毛利元道の別邸が、12月3日に本邸が宿泊所に充てられた。また、1956年（昭和31年）4月5日、山口県で全国植樹祭が行われ、昭和天皇、香淳皇后が行幸啓した際にも本邸が宿泊所となっている。
戦後はユネスコの活動に深く関わり、日本ユネスコ国際委員を務めた。その縁もあって、かつてのユネスコ村には高輪の毛利邸の門が移築された（ユネスコ村を経営していた西武鉄道に邸宅を売却したことも若干絡んでいる）。また、日本国際連合協会山口県副本部長、山口県公安委員なども務め、その功績などから1968年（昭和43年）11月には勲三等旭日中綬章を受章した。
1976年（昭和51年）1月22日、急性肺炎のため山口県防府市の三田尻病院にて死去。

## その他
ボーイスカウト山口県連盟の広報誌『百万一心』の題字は元道の揮毫である。

## 親族
- 父：毛利元昭（1865 - 1938） - 貴族院議員。[1]
- 母：毛利美佐子（1874 - 1934） - 三条実美の娘。
- 妻：誠子（1912 - 1976） - 読みはのぶこ。松平定晴の長女。[1]
  - 長男：元敬（1930 - 2020）[1]
  - 次男：福原元宏（1936 - ）　- 福原家・福原俊丸の養子。
  - 三男：元保（1939 - ）
  - 四男：元敦（1940 - ）
  - 長女：妙子 - 廣澤眞信の妻。